# Diluhilin
Diluhilin ist ein Ort in Osttimor, in einer Meereshöhe von 285 m. Der Nordwesten der Siedlung gehört zur Aldeia Anon (Suco Guda, Verwaltungsamt Lolotoe, Gemeinde Bobonaro) und der Südosten zur Aldeia Aidantuic (Suco Beco, Verwaltungsamt Suai, Gemeinde Cova Lima).
Eine Straße verbindet Diluhilin mit dem Dorf Anon im Nordwesten und Holbolu im Süden. In Diluhilin führt die Straße über zwei kleine Brücken, eine am Nordende des Ortes, eine markiert die Grenze zwischen den Gemeinden Bobonaro und Cova Lima.